# Olli Puhakka
Olli Petteri Puhakka (Sortavala, 11 aprile 1916 – Helsinki, 28 gennaio 1989) è stato un militare e aviatore finlandese, asso dell'aviazione da caccia nel corso della seconda guerra mondiale abbattendo individualmente 42 aerei nemici nel corso di 400 missioni.

## Biografia

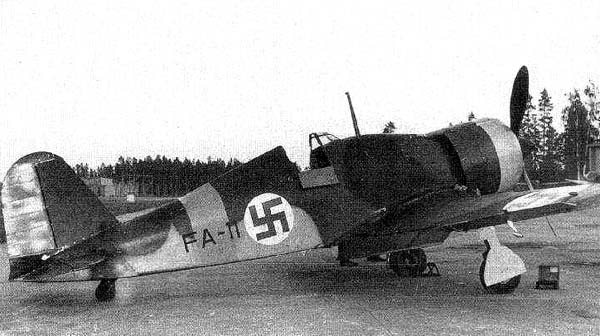
Un caccia Fiat G.50 Freccia, stesso tipo di aereo utilizzato da Puhakka presso il LeLv 26.

Nacque a Sortavala l'11 aprile 1916, figlio di Yrjö Wilhelm e Ester Amalia Oesch. Studente alla Scuola superiore normale di Helsinki, nel 1935 si arruolò nella Suomen ilmavoimat, divenendo sottotenente il 6 ottobre 1936, e ottenendo il brevetto di pilota militare nel giugno 1939. In autunno iniziò a frequentare un corso presso la facoltà di legge dell'Università di Helsinki, ma fu richiamato in servizio attivo con urgenza presso il 3º Stormo del 26º Squadrone (3./LeLv 26) il 9 ottobre 1939, e subito trasferito al 1./LeLv 24 di stanza a Kannas ed equipaggiato con i caccia Fokker D.XXI. Durante la guerra d'inverno con l'Unione Sovietica conseguì la sua prima vittoria aerea il 5 gennaio 1940 abbattendo un bombardiere Ilyushin DB-3. Trasferito al 3./LeLv 26 di base a Etelä-Suomi nel febbraio 1940, equipaggiato con i caccia Fiat G.50 Freccia, con la promozione a tenente ottenuta il 15 dello stesso mese, al termine delle operazioni belliche aveva conseguito ulteriori 5 vittorie abbattendo un totale di 2 bombardieri Tupolev SB-2, 2 Ilyushin DB-3 e un caccia Polikarpov I-16. Per i successivi 15 mesi prestò servizio a terra, ritornando in volo solo nel luglio 1941, a guerra di continuazione già iniziata presso il 3./LeLv 26 di base a Karjala. Il 13 luglio abbatté 3 velivoli sovietici, 2 caccia I-16 e un bombardiere SB-2.  Volando con il G.50 conseguì ulteriori 7 vittorie a spese di due caccia Polikarpov I-15bis, 2 caccia Polikarpov I-153, un Polikarpov I-16, un Hawker Hurricane e un ricognitore Petlyakov Pe-2. Promosso capitano il 26 dicembre 1942, fu trasferito come comandante di squadriglia al 3./LeLv 34, dotato dei caccia Messerschmitt Bf 109G-2 il 9 febbraio 1943. Conseguì la sua prima vittoria con il caccia tedesco il 19 aprile 1943, abbattendo un Lavochkin La-5, e la seconda il 3 maggio contro un bombardiere Douglas DB-7 Boston. Il 20 aprile abbatté 6 aerei in quello stesso giorno, il 15 maggio 1944 ulteriori tre, il 14 giugno due, e il 17 giugno altri tre. Il 3 luglio 1944 conseguì la sua quarantaduesima e ultima vittoria distruggendo un caccia Yakovlev Yak-9. Il 21 dicembre fu decorato con la Croce di Mannerheim, massima onorificenza finlandese.
Lasciò il servizio militare il 25 luglio 1946 divenendo pilota di linea presso la Aero O/Y, e continuando i propri studi in legge fino a conseguire la laurea.  Proseguì la sua carriera fino a divenire capo pilota presso la compagnia Finnair e ritirandosi nel 1971. Si spense a Helsinki il 28 gennaio 1989 e la salma venne tumulata presso il locale cimitero di Maunula.

### Annotazioni
1. ↑  Secondo studi effettuati negli archivi sovietici la sue vittorie sarebbe 50.

### Fonti
1. ↑  Hurmerinta, Viitanen 1994, p. 330.
2. ↑  Keskinen, Stenman, Niska 1978, pp. 24-27.
3. ↑  Porsimo.
4. 1 2 3 4 5 6 7 8 9 10 11 12  Ciel de Gloire.
5. 1 2 3 4  Mannerheim-ristin ritarit.
6. ↑  Keskinen, Stenman, Niska 1978, pp. 84-86.